# 제스처 인식

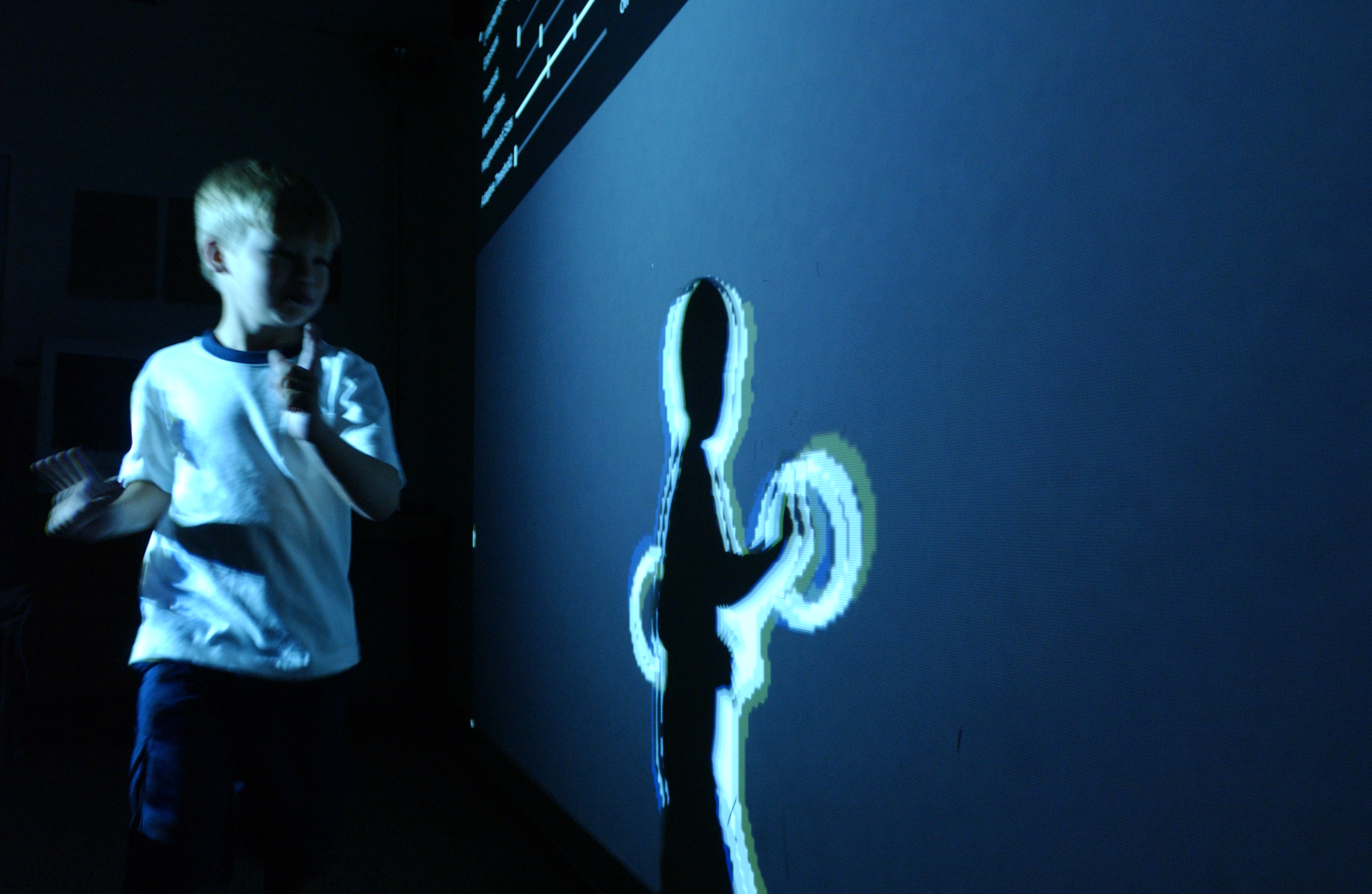
한 아이가 손 위치와 움직임을 감지하는 단순 제스처 인식 알고리즘에 의해 감지되고 있다.

제스처 인식(Gesture recognition)은 수학적 알고리즘을 통하여 인간의 제스처를 해석하는 것을 목표로 하는 컴퓨터 과학과 언어 기술의 주제이다. 컴퓨터 비전의 하위 분야이다. 제스처는 몸동작이나 상태로부터 기원하지만 보통은 얼굴이나 손으로부터 기원한다. 이 분야에 초점을 두는 것은 얼굴과 손 제츠서 인식으로부터 오는 감정 인식이다. 사용자는 단순한 제스처를 사용하여 장치와 직접 접촉하지 않고도 장치를 제어하고 장치와 통신할 수 있다. 카메라와 컴퓨터 비전 알고리즘을 사용하여 수화를 해석하는 많은 접근법이 개발되었다. 그러나 자세와 프록시믹스, 인간의 행동의 식별과 인식 또한 제스처 인식 기술의 주제이기도 하다. 제스처 인식은 컴퓨터가 인간의 언어를 이해하기 시작하는 한 방법으로 간주될 수 있으므로 키보드와 마우스의 다량의 입력으로는 기계 장치 없이 자연스럽게 처리하는데 제한이 있는 텍스트 사용자 인터페이스나 심지어는 GUI(그래픽 사용자 인터페이스)와 견주어 기계와 인간 간 더 나은 지렛대를 만들어준다.

## 같이 보기
- 행동 인식